# Pseudhemithea saturata
Pseudhemithea saturata är en fjärilsart som beskrevs av Louis Beethoven Prout 1912. Pseudhemithea saturata ingår i släktet Pseudhemithea och familjen mätare. Inga underarter finns listade i Catalogue of Life.